# Szederke
A Szederke újabb keletű névalkotás a szeder szóból a -ke kicsinyítőképzővel.

## Gyakorisága
Az 1990-es években szórványos név, a 2000-es években nem szerepel a 100 leggyakoribb női név között.

## Névnapok
- július 11.[2]
- július 19.[2]

## Híres Szederkék
- Sirián Szederke kézilabdázó